# Закон про національну безпеку (1947)

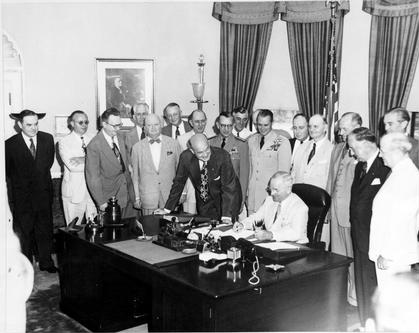
Президент США Гаррі Трумен підписує поправки до «Закону про національну безпеку» на офіційній церемонії в Овальному кабінеті Білого дому. 10 серпня 1949

Закон про національну безпеку (1947) (англ. National Security Act of 1947) — федеральний законодавчий акт уряду Сполучених Штатів Америки щодо реструктуризації та оптимізації Збройних сил країни та розвідувальних організацій після завершення Другої світової війни. Більшість положень Закону набрала чинності з 18 вересня 1947 року, після того як Сенат США затвердив у посаді секретаря оборони Джеймса Форрестола. Разом з цим, у відповідності до чинного законодавства, права міністра оборони були обмежені й він не мав повноважень для налагодження ефективної та результативної роботи військового відомства. У відповідності до внесених у 1949 році поправок до Закону, була створена структура, на яку покладалися питання національної безпеки та оборони — Міністерство оборони США.

## Зміст
На липень 1947 року, Холодна війна перебувала в розжареному стані. Колишні союзники по антигітлерівській коаліції США та СРСР виявилися непримиренними ідеологічними ворогами. Щойно, уряд Трумена погодився та надав економічну, військову та політичну підтримку Греції та Туреччині, що змагалися з комуністичними інсургентами всередині країн. Тривожною залишалася обстановка в щойно звільненій від нацистів Західній Європі, де не припинялися спроби прорадянських сил захопити владу. У Сполучених Штатах назріла нагальна потреба створення особливого органу державної влади, що мав перебрати на себе усю повноту відповідальності у питаннях безпеки та оборони.
На фоні зростання магнітуди Холодної війни, задум керівництва США полягав у впровадженні спеціального федерального законодавчого акту, що мусив зробити зовнішню політику в галузі безпеки більш гнучкою та ефективною.
Закон про національну безпеку складався з трьох основних розділів. У першій частині визначалося про об'єднання усіх національних військових інституцій, зокрема Військового та Військово-морського міністерств в єдину структуру — Департамент оборони. Одночасно Закон уповноважував створення міністерства Повітряних сил США, які до 1947 року входили в структуру армії США. На нове міністерство оборони покладалися завдання керівництва та повного контролю за усіма збройними силами США. Одночасно в структурі управління Збройними силами формувався вищий військовий орган управління — Об'єднаний комітет начальників штабів видів Збройних сил країни.
Друга частина включала пункти, що регламентували утворення Ради національної безпеки, що грав роль координаційно-розпорядчого органу державного управління, що мусив здійснювати глибоку оцінку, аналіз та впорядкування гігантського потоку дипломатичної та розвідувальної інформації з метою забезпечення Президента США стислими, але докладними звітами для прийняття рішення з тих чи інших питань, що стосуються національної безпеки.
Рада національної безпеки США включала до свого складу Президента, віце-президента, держсекретаря, секретаря оборони, директора ЦРУ та інших членів правлячого уряду країни. Рада збиралася на засідання в Білому домі для обговорення довгострокових завдань національної безпеки, а також вирішення кризових ситуацій, що утворювали загрозу країні.
Невеликий штат працівників Ради займався збором та обробкою усієї інформації для членів Ради. З 1953 року усім персоналом та його діяльністю керував помічник Президента з національної безпеки. За часи Президента Р. Ніксона, коли помічником був Генрі Кіссинджер, штаб Ради трансформувався з координаційного та консультативного центру в дієву структуру на яку покладалися завдання врегулювання найважливіших проблем зовнішньої політики США та імплементація рішень Президента на практиці.
Третя частина Закону визначала створення Центрального розвідувального управління, що функціонально замінювало Центральну розвідувальну групу. Це розвідувальна спільнота існувала, як правонаступник Управління стратегічних служб з 1946 року із завданням координації дій з обробки усієї розвідувальної інформації, що надходила до Білого дому з різних силових відомств, департаментів та видів Збройних сил. ЦРУ мало набагато ширші повноваження й вже вважалося окремою державною установою, яка займалася не тільки збором та обробкою розвідувальних даних, а й підготовкою і проведенням таємних операцій за кордоном. Управління було головним цивільним федеральним агентством у розвідувальній спільноті, в той час, як Розвідувальне управління міністерства оборони стало найголовнішим розвідувальним органом управління в збройних силах США.
У вересні 1947 року Закон про національну безпеку набрав чинності. З того часу роль Ради національної безпеки, міністерства оборони й ЦРУ значно розширилися, їхні повноваження, штати, фінансування та міць зросли багаторазово.